# Henley Brook
Henley Brook är en förort till Perth i Australien. Den ligger i kommunen Swan och delstaten Western Australia, omkring 20 kilometer nordost om centrala Perth. Antalet invånare är 2 644.